# Anthony Briançon
Anthony Briançon (Aviñón, 28 de noviembre de 1994) es un futbolista francés. Juega de defensa y su equipo es el Pau F. C. de la Ligue 2 de Francia.

## Trayectoria
Formado en las inferiores del Nîmes Olympique, debutó con el primer equipo el 16 de mayo de 2014 contra el U. S. Créteil en la Ligue 2. Se marchó en 2022, momento en el que se comprometió por tres años con el A. S. Saint-Étienne. Pasado ese tiempo se unió al Pau F. C.

## Estadísticas
Actualizado al último partido disputado el 16 de febrero de 2025.
| Club                                                                     | Div.          | Temporada     | Liga  | Liga  | Copas nacionales(1) | Copas nacionales(1) | Total | Total |
| Club                                                                     | Div.          | Temporada     | Part. | Goles | Part.               | Goles               | Part. | Goles |
| ------------------------------------------------------------------------ | ------------- | ------------- | ----- | ----- | ------------------- | ------------------- | ----- | ----- |
| Nîmes Olympique "II" Francia                                             | 5.ª           | 2012-13       | 5     | 0     | ―                   | ―                   | 5     | 0     |
| Nîmes Olympique "II" Francia                                             | 5.ª           | 2013-14       | 18    | 0     | ―                   | ―                   | 18    | 0     |
| Nîmes Olympique Francia                                                  | 2.ª           | 2013-14       | 1     | 0     | 0                   | 0                   | 1     | 0     |
| Nîmes Olympique "II" Francia                                             | 5.ª           | 2014-15       | 6     | 0     | ―                   | ―                   | 6     | 0     |
| Nîmes Olympique Francia                                                  | 2.ª           | 2014-15       | 28    | 0     | 2                   | 0                   | 30    | 0     |
| Nîmes Olympique "II" Francia                                             | 5.ª           | 2015-16       | 1     | 0     | ―                   | ―                   | 1     | 0     |
| Nîmes Olympique "II" Francia                                             | Total club    | Total club    | 30    | 0     | 0                   | 0                   | 30    | 0     |
| Nîmes Olympique Francia                                                  | 2.ª           | 2015-16       | 26    | 3     | 2                   | 0                   | 28    | 3     |
| Nîmes Olympique Francia                                                  | 2.ª           | 2016-17       | 34    | 6     | 2                   | 0                   | 36    | 6     |
| Nîmes Olympique Francia                                                  | 2.ª           | 2017-18       | 37    | 3     | 4                   | 1                   | 41    | 4     |
| Nîmes Olympique Francia                                                  | 1.ª           | 2018-19       | 33    | 2     | 0                   | 0                   | 33    | 2     |
| Nîmes Olympique Francia                                                  | 1.ª           | 2019-20       | 22    | 1     | 2                   | 1                   | 24    | 2     |
| Nîmes Olympique Francia                                                  | 1.ª           | 2020-21       | 16    | 0     | 0                   | 0                   | 16    | 0     |
| Nîmes Olympique Francia                                                  | 2.ª           | 2021-22       | 4     | 1     | 0                   | 0                   | 4     | 1     |
| Nîmes Olympique Francia                                                  | Total club    | Total club    | 201   | 16    | 12                  | 2                   | 213   | 18    |
| A. S. Saint-Étienne Francia                                              | 2.ª           | 2022-23       | 24    | 1     | 1                   | 0                   | 25    | 1     |
| A. S. Saint-Étienne Francia                                              | 2.ª           | 2023-24       | 32    | 1     | 0                   | 0                   | 32    | 1     |
| A. S. Saint-Étienne Francia                                              | 1.ª           | 2024-25       | 1     | 0     | 0                   | 0                   | 1     | 0     |
| A. S. Saint-Étienne Francia                                              | Total club    | Total club    | 57    | 2     | 1                   | 0                   | 58    | 2     |
| A. S. Saint-Étienne II Francia                                           | 5.ª           | 2024-25       | 1     | 0     | ―                   | ―                   | 1     | 0     |
| A. S. Saint-Étienne II Francia                                           | Total club    | Total club    | 1     | 0     | 0                   | 0                   | 1     | 0     |
| Pau F. C. Francia                                                        | 2.ª           | 2025-26       | 0     | 0     | 0                   | 0                   | 0     | 0     |
| Pau F. C. Francia                                                        | Total club    | Total club    | 0     | 0     | 0                   | 0                   | 0     | 0     |
| Total carrera                                                            | Total carrera | Total carrera | 289   | 18    | 13                  | 2                   | 302   | 20    |
| (1) Incluye datos de la Copa de Francia y la Copa de la Liga de Francia. |               |               |       |       |                     |                     |       |       |